# Gymnasiades
La "Gymnasiade School Summer Games" ou Jeux olympiques du sport scolaire est une compétition multi-sports réservée aux lycéens et lycéennes de moins de 18 ans et organisée par la fédération internationale du sport scolaire (ISF) tous les 2 ans depuis 1974. 
Dernièrement, l'édition 2022 en France en Normandie, s'est déroulée du 14 au 22 mai 2022 et a battu tous les records de participation : 3700 athlètes, 68 pays, 20 sports dont 3 parasports pour la première fois de l'histoire. L'évènement rentre dans les grands évènements sportifs internationaux.
La 20ème édition de l'ISF Gymnasiade School Summer Games se déroulera en 2024 au Royaume de Bahreïn.

## Éditions
| Édition | Année | Lieu      | Date                     | Site                                              | Nombre de sports | Participants | Nations |
| ------- | ----- | --------- | ------------------------ | ------------------------------------------------- | ---------------- | ------------ | ------- |
| I       | 1974  | Wiesbaden | 1974                     |                                                   | 3                |              |         |
| II      | 1976  | Orléans   | 1976                     |                                                   | 3                |              |         |
| III     | 1978  | Izmir     | 1978                     |                                                   | 3                |              |         |
| IV      | 1980  | Turin     | 1980                     |                                                   | 3                |              |         |
| V       | 1982  | Lille     | 1982                     |                                                   | 3                |              |         |
| VI      | 1984  | Florence  | 1984                     |                                                   | 3                |              |         |
| VII     | 1986  | Nice      | 1986                     |                                                   | 3                |              |         |
| VIII    | 1988  | Barcelone | 1988                     |                                                   | 3                |              |         |
| IX      | 1990  | Bruges    | 1990                     |                                                   | 3                |              |         |
| X       | 1994  | Nicosie   | 1994                     |                                                   | 3                |              |         |
| XI      | 1998  | Shanghai  | 1998                     |                                                   | 3                |              |         |
| XII     | 2002  | Caen      | 27 mai - 3 juin 2002     | Stade nautique Stade Hélitas Parc des Expositions | 3                | 1957         | 35      |
| XIII    | 2006  | Athènes   | 26 juin - 3 juillet 2006 |                                                   | 3                |              | 37      |
| XIV     | 2009  | Doha      | 7 - 12 septembre 2009    | Aspire Zone                                       |                  | 1249         | 42      |
| XV      | 2013  | Brasília  | 2013                     |                                                   | 6                |              |         |
| XVI     | 2016  | Trabzon   | 2016                     |                                                   | 10               |              |         |
| XVII    | 2018  | Marrakech | 2018                     |                                                   | 16               | 2100         | 54      |
| XVIII   | 2020  | Jinjiang  | 2020                     |                                                   |                  |              |         |
| XIX     | 2022  | Normandie | 2022                     | Normandie                                         | 20               | 3700         | 68      |
| XX      | 2024  | Bahreïn   | 2024                     |                                                   |                  |              |         |

| Édition | Année | Lieu     | Date | Site | Participants | Nations |
| ------- | ----- | -------- | ---- | ---- | ------------ | ------- |
| I       | 2018  | Grenoble | 2018 |      | 500          | 19      |